# Лидерс, Николай Иванович
Николай Иванович Лидерс (1762—1823) — российский командир эпохи наполеоновских войн, генерал-майор Русской императорской армии.

## Биография
Родился в 1762 году, происходил из дворян Пруссии, переселившихся в Россию в середине XVIII века и принявших российское подданство; сын придворного врача императора Петра III.
В трёхлетнем возрасте был записан на военную службу в артиллерию сержантом, а 1 марта 1778 года в том же звании был переведён в Преображенский лейб-гвардии полк.
8 января 1784 года был принят в Конный лейб-гвардии полк в качестве вахмистра, а в начале 1786 года переведён в чине поручика в Таврический легкоконный полк русской армии. Менее чем через год Лидерс перешёл в Смоленский легкоконный полк.
Принимал участие в Русско-турецкой войне 1787—1791 годов, где отличился при Очакове.
С июля 1791 года служил в Псковском пехотном полку, с которым сражался в русско-польской войне 1792 года и в ходе польских событий 1794 года.
6 апреля 1799 года Лидерс был произведён в полковники и вскоре был назначен командиром Псковского мушкетёрского полка; 24 сентября 1800 года был удостоен чина генерал-майора и назначен на должность шефа Брянского мушкетёрского полка.
Сражался в войнах третьей и четвёртой коалиций. В 1810 году был комендантом Хотина и командиром Хотинского гарнизонного батальона.
После вторжения армии Наполеона в пределы Российской империи, Лидерс принимал участие в ряде битв Отечественной войны 1812 года. В конце декабре 1812 года он получил приказ вернуться в Хотин и занять прежнюю должность. В 1820 году получил почётную отставку по состоянию здоровья.
Умер в 1823 году.